# Марченко, Евгений Евгеньевич
Евге́ний Евге́ньевич Ма́рченко (род. 17 июля 1972, Пенза) — российский государственный и политический деятель, депутат Государственной думы VII и VIII созывов, внефракционный депутат с 10 ноября 2021 года, до этого член фракции «Единая Россия», член комитета Думы по безопасности и противодействию коррупции.
Из-за поддержки российско-украинской войны — под санкциями 27 стран ЕС, Великобритании, США, Швейцарии, Австралии, Японии, Украины, Новой Зеландии.

## Биография
Родился в Пензе 17 июля 1972 года в семье кадрового офицера Советской армии. С детства мечтал о военной карьере по примеру отца. В 1989 году окончил Ленинградское нахимовское военно-морское училище. Затем поступил во ВВМУРЭ им. А. С. Попова, но из-за неопределённости в условиях краха СССР почти сразу решил уйти. Отслужил срочную службу на Северном флоте, стал командиром отделения; уволился из ВМФ в 1993 году.
Прошёл переподготовку по специальности «юриспруденция» на юридическом факультете СПбГУ (по 1999 год). Позднее получил ещё одно образование: в 2015 году окончил магистратуру по программе «История» в Санкт-Петербургском государственном университете. Согласно анализу «Новой Газеты», выпускная магистерская работа Марченко содержит значительную долю плагиата.
С 1998 по 2002 год работал в общественной организации «Ассоциация молодых юристов» в должности председателя организации. С 2002 по 2003 год работал помощником депутата Законодательного собрания Санкт-Петербурга. В 2004 году был принят на работу в аппарат Законодательного собрания Санкт-Петербурга на должность главного специалиста.
В марте 2004 года баллотировался в депутаты муниципального совета района «Большая Охта», по результатам выборов стал депутатом муниципального совета.
11 марта 2007 года баллотировался в Заксобрание от партии «Справедливая Россия», по итогам выборов избран депутатом Законодательного собрания Санкт-Петербурга IV созыва. В 2011 году выдвигался от партии «Единая Россия» в депутаты Законодательного собрания Санкт-Петербурга V созыва, по итогам выборов в депутаты не прошёл. В мае 2013 года получил вакантный мандат депутата Законодательного собрания, после досрочного сложения депутатских полномочий Константином Серовым.
В сентябре 2016 года баллотировался от партии «Единая Россия» в Госдуму VII созыва, по итогам выборов избран депутатом Государственной думы по одномандатному избирательному округу № 213.
В сентябре 2021 года переизбран в новый (VIII) созыв Госдумы по тому же округу.
Проголосовал против бюджета 2022 года, в знак протеста против того, что на встрече фракции «Единой России» с министром финансов А. Г. Силуановым перед рассмотрением бюджета ему не дали возможности задать вопрос о выделении средств на строительство нового центра педиатрии в Петербурге на территории округа, от которого он избирался. За нарушение фракционной дисциплины комиссия «Единой России» по этике предложила исключить его из партии — что и произошло 2 ноября 2021 года. Кроме того, президиум генсовета партии рекомендовал исключить Марченко из фракции в Госдуме, что и произошло 10 ноября. За исключение Марченко проголосовали более 300 депутатов фракции. После исключения, Марченко стал вторым внефракционным депутатом в Государственной думе VIII созыва.

## Законотворческая деятельность
С 2016 по 2019 год, в течение исполнения полномочий депутата Государственной думы VII созыва, выступил соавтором 12 законодательных инициатив и поправок к проектам федеральных законов.
В 2018 году проголосовал за повышение пенсионного возраста, ставшее одним из самых резонансных решений Госдумы VII созыва.
В январе 2021 года разработал законопроект о лишении свободы до пяти лет за вовлечение несовершеннолетних в несанкционированные митинги и до десяти лет — за склонение к организации массовых беспорядков.
В октябре 2024 года выступил автором законопроекта о признании иностранного гражданства отягчающим обстоятельством при совершении преступления.

## Санкции
Из-за поддержки российской агрессии и нарушения территориальной целостности Украины во время российско-украинской войны находится под персональными санкциями разных стран. С 25 февраля 2022 года находится под санкциями всех стран Европейского союза в ответ на решение России признать территории Донецкой и Луганской областей Украины.
```
С 11 марта 2022 года находится под 
санкциями Великобритании
[
17
]
. С 
30 сентября
 2022 года находится под санкциями 
Соединенных Штатов Америки
 в ответ на «
фиктивные референдумы
» и «
аннексию территорий Украины
 российскими оккупационными силами»
```

. С 4 марта 2022 года находится под санкциями Швейцарии. С 4 мая 2022 года находится под санкциями Австралии. С 12 апреля 2022 года находится под санкциями Японии. 24 февраля 2023 года внесён в санкционный список Канады как «причастный к продолжающемуся нарушению Россией суверенитета и территориальной целостности Украины».
Указом президента Украины Владимира Зеленского от 7 сентября 2022 находится под санкциями Украины. С 12 октября 2022 года находится под санкциями Новой Зеландии.

## Награды
В сентябре 2014 года — награждён Благодарностью от всероссийского физкультурно-спортивного общества «Динамо».